# Paul Lachenal
Pour les articles homonymes, voir Lachenal.
Paul Lachenal, né le 7 décembre 1884 à Genève et mort le 10 mars 1955 à Genève, est un homme politique suisse membre du Parti radical-démocratique.

## Biographie
Sa famille du côté paternel est originaire de Compesières, territoire sarde rattaché au canton de Genève lors du traité de Turin en 1816. Il est le fils de Jean-François Lachenal (1846-1907) et de Louise-Marie Gleckner (1846-1915). Études universitaires à Genève et à Bonn (Allemagne). Après avoir obtenu une licence en droit à Genève en 1906, il devient stagiaire dans l'étude de son oncle Adrien Lachenal (futur conseiller fédéral). Substitut du procureur général entre 1908 et 1911, il devient avocat dès 1912. La même année, devient associé dans l'étude de Me Eugène Borel. Juge suppléant au Tribunal de 1re instance de 1919 à 1930. Membre de la Cour de cassation de 1942 à 1954. Président de cette juridiction de 1946 à 1948.
Élu conseiller municipal de la ville de Genève entre 1914 et 1922, il siège également comme député au Grand Conseil genevois de 1916 à 1930 puis de 1936 à 1945. Président du Grand Conseil en 1924 et à nouveau en 1925, 1927, 1930 et 1938. En 1930, il est élu conseiller d'État. Il prend alors la tête du département de l'Instruction publique, poste qu'il occupera pendant deux législatures (1930-1936). Président du Conseil d'État en 1933.
En 1927, le Conseil de la Société des Nations le désigne comme président du tribunal arbitral mixte germano-polonais, charge qu'il occupera pendant plusieurs années, soit jusqu'à la clôture des opérations de ce tribunal.   
Mélomane cultivé, il est membre fondateur et président de l'Orchestre de la Suisse romande mais aussi le premier président de Pro Helvetia (1940-1952). À la fin des années 30, il préside les amis du Musée d'Art et d'Histoire de Genève. En tant que membre et occasionnellement même délégué du Comité international pour la sauvegarde du Trésor d'art espagnol, créé en janvier 1939, il jouera un rôle important dans l'opération de sauvegarde des tableaux du musée du Prado, qui trouvèrent un temps refuge à Genève, tout à la fin de la guerre civile espagnole. 174 de ces peintures seront exposées dans les salles du MAH de Genève en juin, juillet et août 1939. L'exposition attirera 400 000 visiteurs. Ami du peintre Edmond Bille (il sera le parrain d'un de ses fils: Paul-André), Paul Lachenal a également été l'avocat en Suisse du peintre Pablo Picasso et tuteur de son fils Paul pendant la guerre en 1943.
À l'automne 1948, effectue un voyage de deux mois aux États-Unis qu'il relatera dans un texte inédit d'une centaine de pages dactylographiées dédié à ses enfants: "En souvenir de mon voyage aux États-Unis, 1948". En annexe de ce texte figure la copie d'un rapport de 13 pages adressé au gouvernement suisse, rapport rédigé par P.L. au titre de président de Pro Helvetia. 
Paul Lachenal épouse en 1915 Alice Jenny (1890-1943). De cette union naîtront trois enfants : Élisabeth Werner-Lachenal, François (François Lachenal) et Ariane Lachenal qui a elle-même épousé Bernhard Garbade, les deux sont parents de Jean-Pierre Garbade, avocat célèbre de Genève et Daniel Garbade, peintre suisse.

## Publications
- A propos du suffrage féminin, Rapport de minorité présenté au Grand Conseil le 18 mai 1918, Imprimerie Kundig, 1918.
- La liquidation des biens allemands dans la partie ci-devant russe de la Pologne: jugement rendu le 1er août 1929, Genève, s.n.,1929.
- L'interprétation de l'article 302, al. 4 du Traité de Versailles: jugement du Tribunal arbitral mixte germano-polonais, Genève, Tribunal arbitral mixte germano-polonais, 1929.
- La situation politique du canton de Genève, Imprimerie de la Tribune de Genève, 1934.
- Propos sur quelques problèmes suisses: exposé sur la politique actuelle de la Suisse présenté à la Commission permanente II (Politique générale et éducation) du Parti radical démocratique suisse, Genève, Imprimerie centrale, 1940, 34 pages.
- La séparation des pouvoirs dans la Confédération suisse spécialement au point de vue de la délégation du droit de légiférer, Actes de la Société suisse des juristes, Bâle, Helbing & Lichtenhahn, 1943, pp. 340-401.
- Avant-propos au Catalogue de l'Exposition Jean-Etienne Liotard (1702-1789), Johann Heinrich Füssli (1741-1825), Musée de l'Orangerie (Paris), Zurich, Imprimerie de la Neue Zürcher Zeitung, 1948.

## Sources
1. ↑  Jean-Charles Gateau, Éluard, Picasso et la peinture (1936-1952), Librairie Droz, 1983, 370 p. (ISBN 978-2-600-03594-1, lire en ligne), p. 94